# Los cerditos de Camprodón
Los cerditos de Camprodón es una historieta de Superlópez, creada por el autor Jan.

## Trayectoria editorial
Apareció por primera vez de forma seriada en los números 50  a 54 de la revista Superlópez entre septiembre de 1989 y enero de 1990 y más tarde en álbum en el número 16 de la Colección Olé!

## Argumento

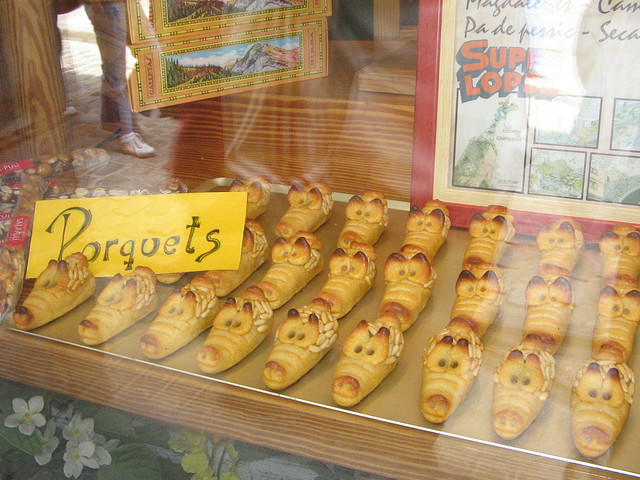
Cerditos de mazapán en un escaparate en Camprodón, como los que dieron nombre al álbum.

López está de vacaciones en la playa cuando oye por radio que la banda de Al Trapone y el inquietante profesor Escariano Avieso se han fugado de la cárcel. Superlópez acude a las cloacas donde se esconde Escariano intentando descifrar una nota. Escariano le cuenta que nota la obtuvo Al Trapone de un compañero de celda, "Esponja" Humitsec y que contiene un mensaje en clave para que su sobrino encuentre un "negocio" que los puede hacer millonarios. La nota habla de un virus, un cerdo y un río que entra dentro de otro río. Superlópez llega a la casa del sobrino de "Esponja", "Chico" Humitsec, donde la banda de Al Trapone intenta sonsacarle la información. Superlópez ahuyenta a la banda criminal, pero los deja escapar para poder sonsacar información al chico, quien niega entender el mensaje. Como López, ve a "Chico" en su moto perseguido por el coche de Trapone, pero como López va en el coche con Jaime y Luisa no puede cambiarse a Superlópez, así que tiene que disimular y perseguirlos con el coche. Tras muchas persecuciones llegan al municipio de Camprodón (Gerona) y Superlópez (que ha conseguido cambiarse tras fingir enfadarse con Jaime y Luisa) llega a la conclusión de que el "río dentro del río" es un afluente y que alguien debe haber puesto un virus en uno de los cerdos de mazapán típicos del pueblo. 
Superlópez espera a "Chico" en el puente del río, hasta que le ve coger una bolsa que tiene, entre otras cosas, un disquete y un cerdito de mazapán. Superlópez tira todo al río excepto el cerdito con el que piensa incriminar a "Chico", pero éste le explica que el virus al que se refería la nota era un virus informático que desviaba fondos de los cajeros a una cuenta en Suiza y que el cerdo está sanísimo y se lo puede comer si quiere. Superlópez le hace tragar el cerdo.